# ديريك كار
ديريك كار (بالإنجليزية: Derek Carr) (1 سبتمبر 1927 في المملكة المتحدة - 6 يوليو 2004 ببرمنغهام في المملكة المتحدة) هو لاعب كرة قدم بريطاني في مركز الوسط. لعب مع برمنغهام سيتي ونادي ليمنجتون وBoldmere St. Michaels F.C. ‏ ورجبي تاون.